# Nacer Bouhanni
Nacer Bouhanni (Épinal, 25 de julho de 1990) é um ciclista profissional francês, membro do time FDJ.fr.
Estreia como profissional em 2010 na equipe Française des Jeux, mas hoje se encontra na equipe Cofidis, destaca-se como sprinter conseguindo victórias destacadas, e é uma das promessas do ciclismo francês.

## Palmarés
2010
1 etapa Tour de Gironde
2011
1 etapa Tropicale Amissa Bongo
2012
1 etapa Estrella de Bessèges
Circuito de Lorena, mais 1 etapa
Halle-Ingooigem
Campeonato da França de Ciclismo em Estrada  
1 etapa Tour de Valonia
1 etapa Tour de Eurométropole
2013
1 etapa Tour de Omân
1 etapa do Paris-Nice
Val d'Ille U Classic 35
1 etapa Circuito de la Sarthe
3 etapas do Tour de Poitou-Charentes
Gran Premio de Fourmies
Tour de Vendée
2 etapas do Tour of Beijing
2014
1 etapa Estrella de Bessèges
1 etapa Paris-Nice
1 etapa Critérium Internacional
1 etapa Circuito de la Sarthe
Gran Premio de Denain
3 etapas do Giro d'Italia
1 etapa da Vuelta a España

## Equipas
- FDJ.fr (2010–2014)
  - Française des Jeux (2010–2011)
  - FDJ-BigMat (2012)
  - FDJ (2013)
  - FDJ.fr (2014)